# Escuela de Cine y Televisión Sam Spiegel
La Escuela de Cine y Televisión Sam Spiegel (en hebreo: בית הספר סם שפיגל לקולנוע ולטלוויזיה) es una escuela de cine en Jerusalén, Israel. Las películas de algunos de sus alumnos han ganado 300 premios en festivales de cine internacionales. La escuela ha sido objeto de unos 160 homenajes y retrospectivas. La escuela de cine y televisión de Jerusalén fue fundada en 1989 por el Ministerio israelí de Educación y Cultura y la Fundación Jerusalén.  En 1996, fue rebautizada en honor del ganador del Oscar y productor judío estadounidense Sam Spiegel, tras la decisión de su familia de contribuir anualmente a la escuela. Entre sus graduados: Nadav Lapid, Amichai Chasson.